# Gubernia riazańska

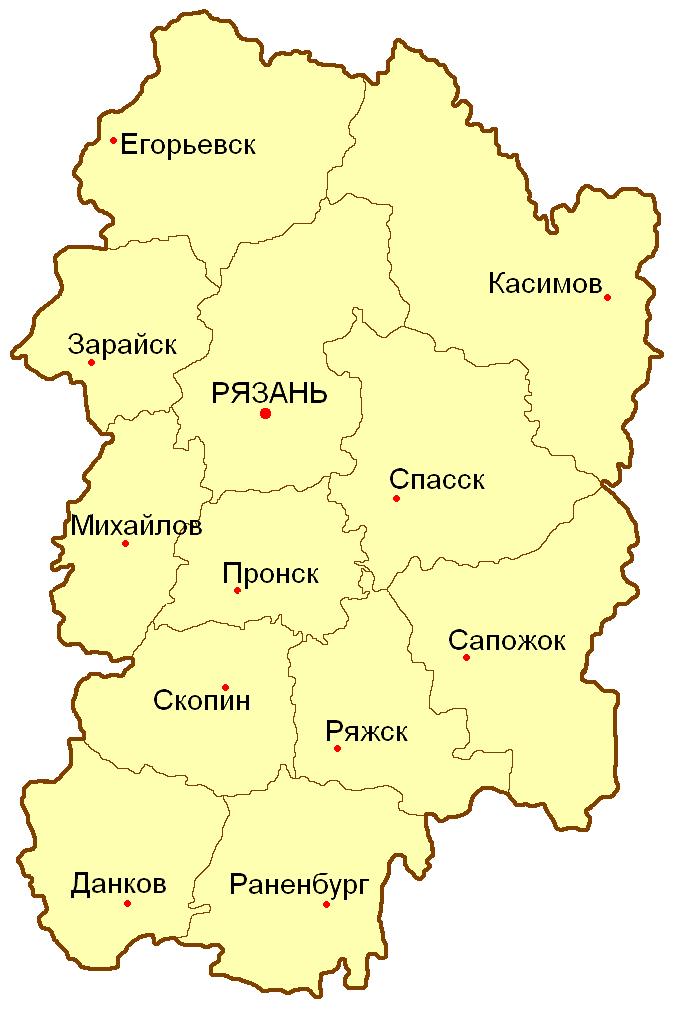
Podział administracyjny guberni riazańskiej

Gubernia riazańska (ros. Рязанская губерния) – jednostka administracyjna Imperium Rosyjskiego i RFSRR w centralnej Rosji, utworzona ukazem Pawła I w 1796. Stolicą guberni był Riazań. Zlikwidowana w 1929.
Gubernia była położona pomiędzy 52°58' a 55°44' szerokości geograficznej północnej i  38°30' a 41°45' długości geograficznej wschodniej. 
Graniczyła od północy z gubernią włodzimierską, na północnym zachodzie z gubernią moskiewską, na wschodzie i na południu z gubernią tambowską, na zachodzie z gubernią tulską. Powierzchnia guberni wynosiła w 1897 – 42 098 km², ludność, według spisu powszechnego 1897 – 1 802 196 osób – Rosjan (99,4%). 
Gubernia w początkach XX wieku była podzielona na 12 ujezdów: dankowski, jegoriewski, zarajski, kasimowski, michajłowski, pronski, ranenburski, riażski, riazański, sapożkowski, skopiński i spasski.
Od 26 września 1937 na terytorium historycznej guberni istnieje obwód riazański RFSRR, obecnie Federacji Rosyjskiej o powierzchni 39 605 km².